# Kruiselingse premiebetaling
Kruiselingse premiebetaling houdt in dat twee partners een levensverzekering afsluiten niet op het eigen leven maar op het leven van de ander. Zodoende wordt premie betaald op een levensverzekering die is afgesloten op het leven van de partner. Bij het overlijden van de ene partner is de andere partner rechtstreeks gerechtigd tot de verzekeringsuitkering, dus niet via de nalatenschap van de overledene. Dit heeft fiscale voordelen vanwege de erfbelasting. 